# 陳章明
陳章明，SBS，JP（1954年7月3日—），香港學者，前嶺南大學社會學及社會政策學系老年學講座教授、亞太老年學研究中心總監以及服務研習處總監。他倡導多項長者福利與護理政策，曾牽頭建立長者學苑，推廣「積極樂頤年」理念。2011年至2016年間出任安老事務委員會主席，2016年至2019年間出任平等機會委員會主席。

## 背景

### 早年生活
陳章明祖籍廣東潮陽，早年在新界葵青區長大；父親於粉嶺警署（即舊上水警署）任職文員，家中共有8兄弟姊妹（其中一名胞弟陳章霖是藝術與科技教育中心校長及前龍翔官立中學校長）。陳章明1968年畢業於亞斯理衛理小學上午校，繼而入讀中華基督教會銘基書院。他中學畢業後由於父親反對他接受親戚資助赴美國田納西州升學，於是到青山醫院政府精神病學護士訓練學校（現為青山醫院精神病學護理學校）受訓。未幾他發覺香港護士訓練學科不適合他，便前往英國蘇格蘭進修護士課程，並取得精神科註冊護士資格。後來再到愛丁堡大學修讀社會科學碩士學位，以社工專業為其職志。
負笈英國期間，他於1982年在塔村倫敦自治市發起了一個華人互助社「華人福利協進會」。1983年受聘於大倫敦議會屬下的一個倫敦租客組織，照顧買不起樓房的租客的居住問題。1984年獲蘇格蘭內政部委任為太平紳士，同期參與該區地方法院的司法職務。另外，他曾於蘇格蘭電視台第四台（Channel 4）任職兼職幕後人員，1984年至1985年曾經製作其中一個關於中餐館華裔工人參與賭博的時事專題節目《Goodbye Chop Suey》。他前後留英生活了10多年才回到香港定居。閑時於其創辦的週末中文學校教授中文。返港前於英國兩個地方服務濫用藥物或面對家庭問題的青年人，還接觸了長者年齡層，因而被他們帶給自己的溫馨感覺驅使下專注發展老年學事業。

### 大學教職

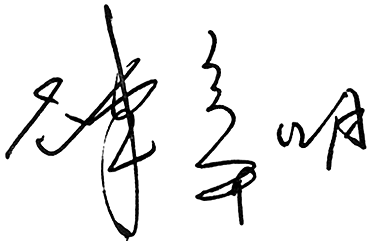
陳章明的另一種中文簽名方式

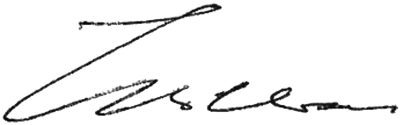
陳章明的英文簽名

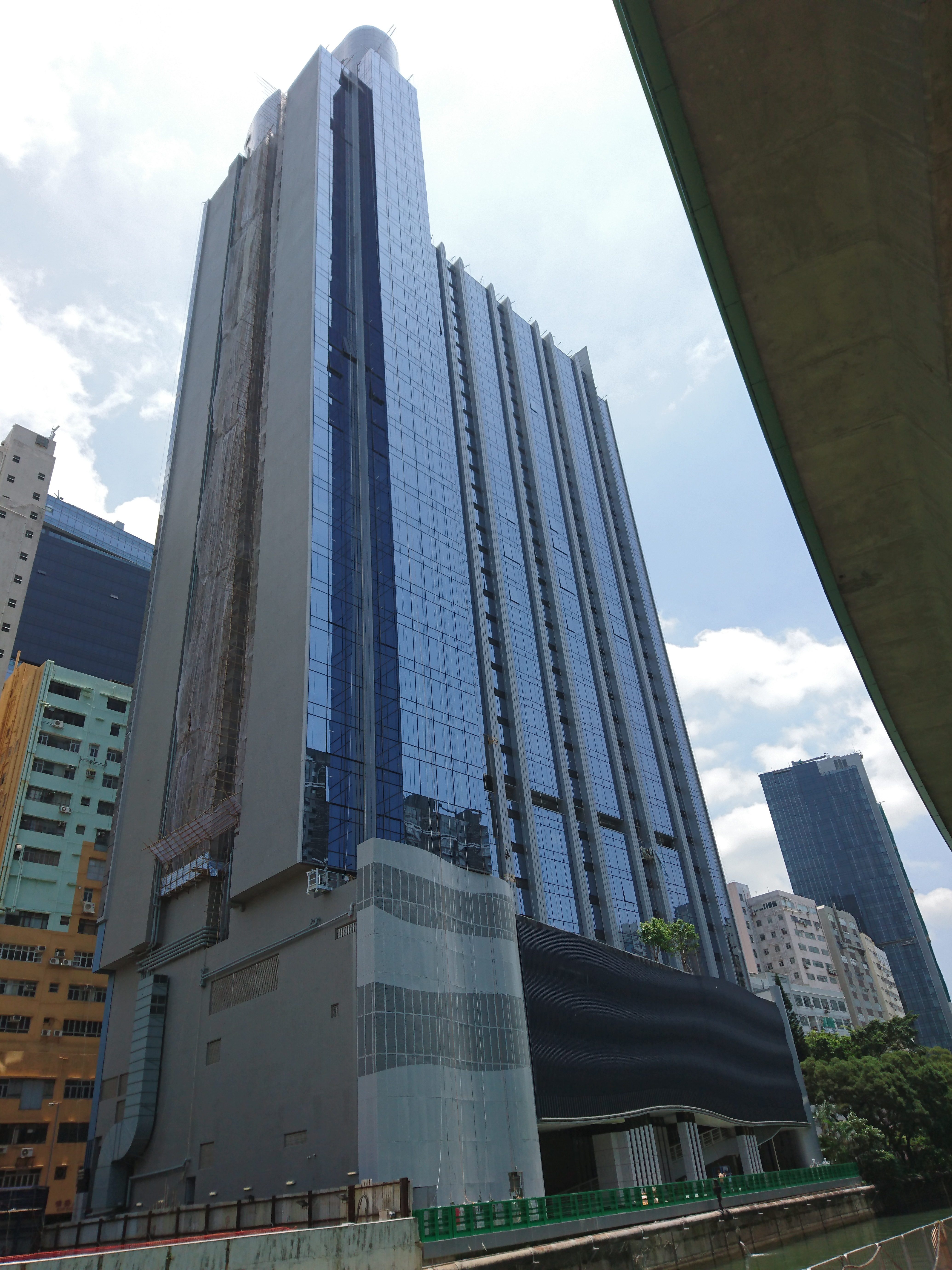
2017年，陳章明執行平機會委員會辦事處遷址至黃竹坑香葉道甲級商業大廈的計劃

陳章明本身是一名社會科學學者，以研究老年學聞名。他於1987年初到香港中文大學社會科學院任社會工作學系社會工作實習導師。及後於1980年代末轉職到一個香港長者服務機構兩年，以累積前線經驗，而後於1991年到香港城市大學任應用社會科學系講師，離職前為應用社會科學系副教授。2000年，陳章明往嶺南大學政治學及社會學系任教，同年至2016年一直擔任嶺南大學林護堂宿舍舍監。直至2016年3月被委以平機會主席一職之前，他身兼社會學及社會政策學系老年學講座教授、亞太老年學研究中心總監以及服務研習處總監。2010年代初至中期則為嶺南大學校董會校董。此外，他早於2004年獲校方頒發優秀教學證書。

### 安老事務
自1980年代關注長者事務以來，較多發表老年學研究的陳章明在安老方面無間斷地持續貢獻。他先於1984年起應邀擔任循道衛理中心老人服務委員會委員，其後由1999年至2005年任安老事務委員會委員，2005年至2011年任該會副主席，2011年起改任主席，至2016年由林正財接替其位置。期間他於2002年至2008年任安老院上訴委員會委員，2011年6月獲新加坡國立大學及新加坡曹氏基金會委任為新加坡國際長壽中心顧問。
配合政府於2007年推行長者學苑計劃，陳章明於2011年繼推動嶺南大學成立長者學苑之後，為香港設立首個地區性的長者學苑聯網，旨在推廣「積極樂頤年」理念。他在國際上更獲邀請擔任聯合國亞太區經濟及社會委員會老齡政策專家小組顧問。基於在老年學研究和拓展長者護理服務兩方面多有貢獻，陳章明於2006年獲頒授銅紫荊星章。2015年因其在公共與安老事務範疇的公職表現而獲授予銀紫荊星章。

### 平機會
政制及內地事務局於2015年9月10日展開為期三星期的公開招聘。時任行政長官梁振英最終接納遴選委員會的建議，從144位考慮人選中委任陳章明為平等機會委員會主席。而局方對外公佈委任的理據為陳章明除了出任公職之外，也具有參與種族關係及社區工作的經驗，涉足過少數族裔議題。陳章明如是於2016年4月上任，2019年4月離任後由前廉政公署執行處處長朱敏健接替其崗位。
雖然政府指出陳章明切實執行4條反歧視條例，即《性別歧視條例》、《殘疾歧視條例》、《家庭崗位歧視條例》以及《種族歧視條例》。又促進了政府提交《歧視法例（雜項修訂）條例草案》予立法會審議的進程，然而陳氏任內應對不當的表現面對公眾批評，亦引起言論爭議，例如他甫上任主席一職即被揭發沒有向嶺南大學申報利益，同年再捲入疑似恐嚇何式凝事件。接著於2017年3月，他在公開場合上表示男性做不到家務，結果惹來婦女組織不滿，聯署要求他道歉及辭任平機會主席。
儘管如此，陳章明於3年任期內達成了一部分工作目標，如跟進反性傾向歧視條例立法事宜、為跨性別人士向商場爭取增設性別友善洗手間、推出綜合推廣計劃去宣傳於2014年12月修訂的《性別歧視條例》、進行首個關於職場年齡歧視的探索性研究、以鼓勵社福機構改善性騷擾問題為目標去編寫《社福機構防止性騷擾政策大綱》、為解決平機會的財務困境而完成把委員會辦事處由鰂魚涌太古城中心搬遷至黃竹坑香葉道的計劃、監督平機會的管治及管理架構檢討工作、促成政府增加且放寬公務員22個職系的中文入職要求 、出版多種語言的銀行服務指南、就促請政府認同具法律效力的性別承認制度而提交「性別承認跨部門工作小組」意見書等等 。鑑於大學校園性騷擾情況嚴重，陳章明帶領平機會對外界公佈了香港首個大學生性騷擾調查研究報告，往後處理過相關個案。此前，呂麗瑤在2017年公開被前教練性侵後，陳章明與體育界舉行研討會，從而讓體育團體了解如何處理性騷擾投訴，然後制定相關政策。

### 其他公職
2019年卸任平機會主席一職之前，陳章明尚接受了其他公職委任：行政上訴委員會委員（2003年至2009年）、人類生殖科技管理局成員（2004年至2012年）、關愛基金督導委員會委員（2010年至2012年）、最低工資委員會委員（2011年至2016年）、醫護人力規劃和專業發展策略檢討督導委員會委員（2012年）、人口政策督導委員會委員（2012年至2014年）、香港電台節目顧問團成員（2012年至2014年）、家庭議會當然委員（2012年至2017年）、扶貧委員會社會保障和退休保障專責小組增補委員（2013年至2014年）、統計諮詢委員會委員（2014年至2016年）、資歷架構基金督導委員會副主席（2014年至2016年）、健康與醫療發展諮詢委員會委員（2014年至2016年）、獨立監察警方處理投訴委員會成員（2015年至2016年）、衞生署飲食及體能活動工作小組主席、中央政策組「人口專家小組」成員、教育局資歷架構安老服務業行業培訓諮詢委員會主席、社會福利署屯門區安老服務地區協調委員會委員、僱員再培訓局「健康護理行業諮詢網絡」召集人和衞生署防控非傳染病督導委員會成員。

### 其他身份
2001年，陳章明獲香港特別行政區政府委任為太平紳士。他其餘曾經或仍維持的身份還有東華學院護理及健康科學學系客座教授、東華學院人文社會科學學系諮詢委員會委員、仁安醫院沙田國際醫務中心護理學教育管理委員會登記護士訓練課程委員、香港公開大學精神健康護理學高級文憑治療性精神護理學（二）校外評審委員、婦女服務聯會安老事務顧問、上海邦德職業技術學院社會工作專業名譽主任兼客座高級顧問、香港學術及職業資歷評審局專家、鄰舍輔導會安老服務部顧問委員會委員、香港玉山科技協會理事長顧問、工聯康齡老人服務基金榮譽顧問以及基督教香港信義會社會服務部長者服務管理委員會顧問。

## 個人生活
陳章明已婚，婚後育有子嗣。

## 外部連結
- 香港家書 安老事務委員會席陳章明，香港電台，2012年10月20日 （页面存档备份，存于）
- 陳章明澄清公告（1），2016年5月
- 陳章明澄清公告（2），2016年5月

| 法定組織職務  | 法定組織職務                                   | 法定組織職務  |
| ------------- | ---------------------------------------------- | ------------- |
| 前任： 周一嶽 | 平等機會委員會主席 2016年4月11日—2019年4月10日 | 繼任： 朱敏健 |